# C3 RADIO
『C3 RADIO』（シースリーレディオ）はデジタルラジオ超!A&G+で2009年10月9日から2010年10月3日まで放送されていた、アニラジ番組である。

## 番組概要
C3（「キャラクター・コミュニケーション・サークル」の略）が開発した超!A&G+の受信機に内蔵されているという架空のコミュニケーション端末「C3 コミュニケーター」を使った、「モニタリング実験」としてリスナーと画面上のキャラクターと会話を楽しむ番組。C3のデジタルサーバーにメールを送ることで、画面上のキャラクターとリアルタイムで会話ができることになっている。
C3コミュニケーターの開発者・富井は、2011年に時間移動の実験を行った。実験は成功。その実験に、女子3人が偶然居合せていた。3人は実験時に発せられた、時間の粒子を浴びる。10年後の2021年、富井は実験の原理を応用した、C3コミュニケ―ターを開発。実験に居合わせ、時間の粒子を浴びた3人を招待し、バーチャル化して行われたのが、C3のモニタリング実験である。
番組は、C3ハイツの部屋に接続された後、C3ハイツのメンバーであるキャラクターと会話をする。会話の中でキャラクターは、様々な悩み・質問を投げかけてくる。リスナーはキャラクターから提示された、質問に対する返答を翌週までにメールで応えることができる。また、モニタリング中には3人の身にアクシデントが発生することもあり、その際は3人が協力して解決していく。
放送時間
- 2009年10月9日 - 2010年4月2日

毎週金曜日 21:30 - 22:00（リピート放送：日曜日 20:30 - 21:00、月曜日 9:30 - 10:00）
- 2010年4月11日 - 10月3日

毎週日曜日 22:30 - 23:00（リピート放送：土曜日 10:30 - 11:00）
※2010年10月改編の都合上、最終回のリピート放送はなし。

## C3 コミュニケーターのシステム
- モニタリング時間は日曜22:30 - 23:00の30分間（第26回までは金曜の21:30 - 22:00の30分間）。
- キャラクターはコミュニケーターを介して、リスナーの様子を伺っている。また、リスナーに指示が与えられることもある。
- 逆に、リスナーはキャラクターにメールを介して質問・指示が与えることができる。
- システムは膨大なエネルギーを消費するため、一定の時間しか使用することができない（その他の指示は超!A&G+サイトに掲載される）。
- コミュニケーターはソーラーパネル充電で作動している。
- 2009年12月4日放送分よりキャラクターの写真を届けることのできる機能が追加された。
- 2010年7月11日放送分より部屋が離れていても3人の様子を見られるTwitterをモデルにした機能が追加された。

## 出演キャラクター
キャストが誰であるかは1度も公表されることは無かったが、「友人」としてそれとなく明かしていた。
なお、プロフィールは番組の設定上、2020年10月から2021年10月までの設定で表記する。
ナビゲーター
- トミー（富井）

C3コミュニケーターの開発者であり、案内役。C3接続前後にC3のシステム説明を行っており、最終回を除き本編には登場しない。
C3ハイツの住人
3人は、モニタリングの1年前から入居。実験前に時間の粒子を浴びた3人は、ハイツの入居説明会で知り合った。
なお、3人は、部屋の行き来をしている。全てバーチャルキャラクター
- 綺良崎由希（5号室）

2002年7月7日生まれ、18歳→19歳（高校3年生）。趣味はウィンドウショッピング、散歩。特技は剣道（学校では部長をやっている）とピアノ。最近ダンス、水泳を習いだした。モニタリング中は猫とじゃれあいながら床に座っている。友人は本多陽子。
- 佐伯薫（6号室）

1997年9月15日生まれ、23歳→24歳。薬品会社の研究所勤務。3人の中では一番のお姉さんキャラ。趣味は陶芸。特技は料理、好きな物はお酒、料理(ポトフ、コロッケが得意)、和食。ゴキブリが苦手。モニタリング中は白いソファーに右足を組んで座っている。かおるの前にはガラスの机が置かれている。中学の時は引っ込み思案で休み時間は本を読んでいた。友人は大久保英恵。
- 七海あきら（7号室）

2004年4月20日生まれ、16歳→17歳（高校1年生）。演劇部所属（あがり症を直すために入部）。趣味は映画鑑賞（冒険、ファンタジー系が好き）、「そういえば」が口癖。小さい頃に犬を飼っていた（名前はピチちゃん）、中学時代は軟式テニスをやっていた。友人は三上枝織。

## 付記事項
- 番組では、キャラクターを演じながら語っている部分と、キャストが素の部分を出してフリートークをする部分がある。
- コミュニケーション中、リスナーからの提案で様々なチャレンジを行うことがある。

### エピソード
番組内ではラジオドラマを兼ねており、下記の出来事などが主に番組終了直前に起こっている。
- 2009年12月25日放送分は3人集まってクリスマスパーティーを開催した。
- 2010年1月1日放送分は元旦ということで、料亭で新年会を行った。
- 2010年1月29日放送分ではC3ハイツで停電が発生しコミュニケーターが一時的に停止した。
- 2010年2月5日放送分では由希が前週2010年1月29日放送分最後に薫が研究中の薬品を飲んでしまった事が原因で、体が小さくなってしまうトラブルが発生した。薫曰く「薬の効き目は一週間程度」とのことだったため、その日に元に戻ってしまった。
- 2010年2月26日放送分ではあきらが持ってきた石が光った事が原因で、3人の体があきら→薫、薫→由希、由希→あきらに入れ替わってしまった。そのため、3人は体が入れ替わった状態で一週間生活し、翌3月5日放送分のモニタリングも入れ替わった状態で行われた。個々のモニタリング後、3人は集まって、入れかわった体を元に戻す解決法を話しあった。薫と由希がケンカをしてしまう一面もあったが、あきらの言う通りに、モニタリング中のリスナーの信念の元、3人でもう一度石に願うと、無事元の姿に戻ることができた。
- 2010年3月26日放送分には、あきらがくしゃみをし、「よくないことの前触れ」と思っていたら、案の定薫とあきらの下着がなくなるという事態が起きた。下着泥棒の仕業かと3人は疑ったが、犯人は巣作りをするツバメだった。
- 2010年4月2日放送分では、あきらが学校で催眠術の実験台にされたことを心配していた。薫に相談するとジュースと薫用のワインを持ってきた由希が倒れてきてしまい、あきらが男子になってしまった。
  - あきらが催眠術にかかって1週間後の日曜初モニタリング日である2010年4月11日放送分時点でも直っていなかった。催眠術をかけた張本人に直してもらおうとしたが、海外に行っていて、不在ということであった。催眠術がかかっているあきらに影響を出さないのため、外出を禁止させ、バイトも休ませた。しかし、3人の話し合いを終え、あきらが退散する時、ガラスを割ってしまいその音で、あきらの催眠術を解くことができた。
- 催眠術がとけて以降、薫、由希と話す機会が少なかったあきらは「体が入れ替わった石」、｢下着泥棒」、「催眠術」と、これまであきらがきっかけで巻き起こった騒動で2人に迷惑をかけたのではと思っていた。そこで、あきらは2010年4月18日放送分で、迷惑をかけたであろう2人に謝ろうと思っていた。しかし実際は、由希、薫はこの一週間、あきらのために誕生日記念の演劇を練習していた。
- 2010年4月25日放送分では薫の恋愛小説の話を避けるなど由希の様子がおかしかった。薫とあきらがきくと、由希は「所属する剣道部の男子から『次の試合で勝ったら付き合ってくれ』と告白された」と話した。
  - だが、2010年5月2日放送分では、由希から「告白した剣道部男子が試合で負けた」と報告があった。それ以降その男子は人目を避けている状態だという。また、由希もこの先どうすればいいか悩んでいた。一方、この状況に薫は「由希に直接話をさせよう」と思い、彼に会うときのファッションを選んでいた。また、あきらも由希のことが気になっていた。2人が由希に男子のことが好きか問いただしていると、男子から謝りの電話があった。
- 2010年5月2日放送分では、リスナーの「お渡し会をしてほしい」というメールに、あきらが「現実世界の知り合いに頼んでみる」と言った。
- 2010年5月9日放送分では、あきらが2人いると居る事態が発生した。これは、薫が研究中の液体金属工学製のロボット「C-1000」によるものである。
  - 2010年5月16日放送分では、薫から「C-1000」は薫が提供した3人のデータサンプルを元に作られたロボットであること、学習能力があるため研究所を脱走しC3ハイツに現れた事が明らかにされた。この日は、3人が離れないように薫の部屋に集まって待機していたが、様子を見に外に出ると、「C-1000」が由希、薫、そしてリスナーに扮して出現した。また、この日はCDの宣伝に行ったミュージック+TVパーソナリティにお手伝いしてもらってのお渡し会決定の報告がされた。
- 2010年5月23日放送分では薫は首を寝違えてしまい、また、研究サンプルの生き物が逃げだした。一方、あきらはしゃっくりが止まらなかった。由希に相談すると、薫の首にサンプルの生き物を発見3人が驚くと、薫の首、あきらのしゃっくりを無事直すことができた（しかし、翌週には由希がしゃっくり、寝違えが起こった）。また、この日はトミーからシュークリームな差し入れがあった。
- 2010年5月30日放送分では、昨年の梅雨の部屋干し時にクローゼットに由希の服が紛れたことに気付いた薫は、由希とあきらの部屋に突撃し、自分の服が紛れていないか調べた。すると、あきらのクローゼットから昨年使用した手錠が見つかった。あきらと薫は手錠をかけたが、あきらが手錠の鍵をなくし、はずせなくなった。薫は、「鍵も服に紛れているのでは？」と推測、「部屋干し時に撮影した写真の中に鍵が写されている写真がある」と考え、写真が保存されているメモリーカードを探すが、そちらもなくしてしまった。
- 2010年6月6日放送分では、薫が結婚した友人から言われた結婚に悪口を言われ、さらに友人からもらったおみくじクッキーで「大凶」を引き「大吉」を引いた友人から重ねて悪口を言われたことに対するうっぷんを言っていた。このうっぷんを由希、あきらに聞いてもらった。しかし、由希、あきらがおみくじクッキーを食べた際、「大凶」を引いたため、薫は自分と同じ「大凶」を引いた2人を「最高の友人」と思い、自分だけではないと安心した。また、この回はお渡し会の報告があった。大久保さんや本多さんからお土産をもらったこと、イベント後3人でイクスピアリに行ったことが報告された。
- 2010年6月13日放送分では由希が学校で拾った捨て猫探しをしていた。有力な友人にも依頼したが断られたため、あきら、薫に相談することに。一方、薫は、古本屋で買った落丁に対するクレームを本屋に言うと、本屋は「ネズミのせいだ」と話し、さらに「昔猫を飼っていたが、今は飼っていない」と話す。そこに猫探しをしていた由希が猫を勧めようとする。また、あきらは舞台衣装製作途中、くしゃみの拍子にボタンをベッド下に落してしまった。あきらのボタンは薫からの提案でコロコロを使って取ることになった。
- 父の日にあたる2010年6月20日放送分では、あきらが父とけんかしてしまっていた。あきらは父との仲直りと感謝の言葉を言おうと電話をかけた。だが、あきらは間違い電話をかけてしまい、赤の他人に感謝の言葉を言ってしまった。数分後に間違い電話の相手である父親から電話があり、心のこもった言葉を言ったあきらが感謝された。感謝されたあきらは実家に行き、父親の直接感謝の意を伝えることを決意する。
- 2010年7月4日放送分では由希が誕生日であることをあきらが話し、リスナーが薫に伝言した。その結果、薫とあきらは自分の誕生日を忘れていた由希のために、サプライズパーティを決行した。翌週11日放送分では、パーティを開催したことや、パーティーの場で、東京ディズニーランドに行くことが決まった事が報告された。
- 2010年7月25日放送分では、由希とあきらが夏休みに突入したということで薫が由希・あきらの気持ちを正そうと、研究中のカビを見せた。しかし、ふとした拍子でカビをあきらが学校の課題で飼っているまりも「まりえちゃん」の水槽に落としてしまった。「まりえちゃん」はオペラが好きということで、3人がオペラを歌い探すこととなった。
- 2010年8月1日放送分では、夏休み中日記をつけているあきらが夏の暑さでバテたため、由希・薫の様子を偵察、日記に記録した。由希・薫は、ハイテンションでギャグを言っていたため、あきらも謎掛けを言って暑さをしのいでみた。
- 2010年8月8日放送分では、薫が研究所の研究「現代人と古来人のテリトリー比較」の一環で、由希・あきらの部屋に潜入したことが報告された。
  - しかし、この潜入で得たデータは「C3 RADIO・シークレットデータファイル」の『C3マル秘音声ファイル』としてコミックマーケットや超!A&Gショップで販売された（C3事務局からデータが「流出した」という設定）。
  - 2010年8月16日放送分では、リスナーが薫が潜入したことを口走った事で、由希・あきらが潜入後の部屋の変化を見て、誰かが潜入したのではと薄々気付き始めた（由希はリスナーの背後に薫がいると勘付いていた）。2人は薫に相談したが、お盆ということもあり、神様のせいということになり、薫が潜入した事はばれずに免れた。
  - 薫はデータの内容を由希・あきらに依然話せずにいた中、2010年8月29日放送分では、データが「流出」したことが3人の耳に入った。薫は流出データのことを気にし、由希は情報収集していた。また、あきらに至っては「流出ファイル」を「流血ファイト」というプロレスの必殺技と勘違いしていた。そんな中、由希は薫に流出データについて問い詰めようとしたが、あきらの「夏の間のみんなで線香花火をやりたい」と言うお願いに乗り、3人は花火をする事になった。
- 2010年8月16日放送分ではあきら・薫の「友人」の三上・大久保からメッセージが流れ、OToGi8の宣伝をした。
- 2010年8月22日放送分では、あきらが死にかけセミを見つけていた。その後セミは死んだと思われ、あきらは墓を作っていたが、セミは死んだふりをしていただけで、また外に飛んで行った。一方由希は、セミの抜け殻に例えた怪談話におびえていたが、リスナーが薫にセミの怪談話を話すと、薫は怖がらず、怪談話を冷静に分析した。
- 2010年9月5日放送分は、由希が休み明けの英気を養う休養をするため、また薫も夏の旅行のため、2人の分は前日4日に収録、あきらが再生を任されていたが、薫も由希もモニタリングが気になり、終盤には、薫の部屋に戻ってきた。
- 2010年9月19日放送分では、最近のコミュニケーターのブレが気になっていた薫は、事務局に内緒で分析しているとの報告があった。薫曰く、微弱な電磁波が原因ではと分析して、4桁の数字を発見したという。また、由希とのコミュニケーション中にもトラブルがあった。由希は、子供のころの「秋祭りに光る花火に遭遇した思い出」を思い出すが、その後の記憶はないと言う。
  - 2010年9月26日も、由希は「秋祭りに光る花火に遭遇した思い出」がずっと頭に残っていた。また、薫は先週発見した、4桁の数字を忘れていた。リスナーが教えるが、コミュニケーターが2度不具合を起こし、伝える事が出来なかった。3人が集い、由希が「秋祭りに光る花火に遭遇した思い出」を話すと、あきら・薫も同じ経験をしていたと話す。その後、三度トラブル発生。その後、薫が3人がいる年号である、4桁の数字「2021」を思い出す。
  - 2010年10月3日放送分では、薫から同じ曜日である2010年と2021年でコミュニケーションを行っていたと説明がなされた。その後、ナビゲーターの富井から説明がなされた。また、番組終盤では2010年当時の薫の音声が流れた。

### CDデビューについてのエピソード
- 2010年2月26日 - 3月5日放送分までの体が入れ替っている最中にあきら（中は由希）が演劇のオーディションと間違えて、歌手デビューオーディションに応募してしまった。2010年3月12日放送分では、さらにこのオーディションは3人1組での応募であることが明らかになり、あきら、薫も参加する羽目になった。参加したいと思っていた由希は薫の緊張を見て、自らの意思を捨て、オーディション辞退を勧めたが、薫は緊張を和らげるため「水」だと思いあきらが飲ませた酒に酔ってしまい、一言でオーディションに参加することとなった。
  - オーディションの結果3人は合格し、歌手デビューを果たした。2010年3月19日放送分では無事、レコーディングを終えたとの報告があった。
  - 2010年3月26日放送分には、3人で歌った曲が初披露した。また3人のCDが東京国際アニメフェアで販売されることが報告された。さらに、先日、薫がクイズ番組で温泉旅行を当てたことをプロデューサーに伝えたところ、その模様も、CDに収録することになった。さらに特典には3人のメッセージ入りの手作りCDがつくことも明らかにされた。

### 超!A&Gミュージック+TVへの出演
- 2010年4月8日初回放送の「三上枝織のミュージック+TV」第1回にあきらが出張出演、制服姿を披露した。
- 2010年4月22日初回放送の「三上枝織のミュージック+TV」第2回や、2010年4月19日初回放送の「大久保英恵のミュージック+TV」第2回にも、あきらが同じ様な格好で出張出演した。
- 2010年5月3日初回放送の「大久保英恵のミュージック+TV」に由希が出張出演した。
- 2010年5月17日初回放送の「大久保英恵のミュージック+TV」に薫が出張出演し、職場の白衣姿を披露した。
- 2010年9月23日初回放送の「三上枝織のミュージック+TV」第12回にあきらが出張出演。「女の子日和」で見事女の子度100％を達成したご褒美として松茸をご馳走する事になったパーソナリティーの三上が、松茸に付ける為のたれを決める際に、あきらが突然登場し、画面の向こうの三上に向けてルール説明を行なった。

## 関連商品
- C3 RADIO キャラソンCD〜Let’s Join！〜
- C3RADIO・シークレットデータファイル - 「壁紙集」、「マル秘音声データ」、「朗読」が入った、microSDカード。「マル秘音声データ」は「C3事務局の不手際で流出してしまったお宝音声ファイル」という設定

## 公式サイト
- C3 RADIO
- C3-COMMUNICATOR (@c3_communicator) - X（旧Twitter）

| 超!A&G+ 金曜 21:30 - 22:00                                                                                          | 超!A&G+ 金曜 21:30 - 22:00                | 超!A&G+ 金曜 21:30 - 22:00            |
| 前番組 | 番組名                                    | 次番組                                |
| --- | ----------------------------------------- | ------------------------------------- |
| 福圓美里のラジオ8月のシンフォニー                                                                                   | C3 RADIO （2009年10月9日 - 2010年4月2日） | RADIO RONDO ROBE〜only my radio-gun〜 |
| 超!A&G+ 日曜 22:30 - 23:00                                                                                          |                                           |                                       |
| 三ヶ国語で聴くアニソン（リピート2） - 2010年2月・3月・4月4日は東京国際アニメフェア2010 TAF☆TAHのLET'S TOUGHを放送。 | C3 RADIO （2010年4月11日 - 10月3日）      | ゆいこ・ひさこのでかした!Ran Queen!   |